# Wilhelm Fiedler
Otto Wilhelm Fiedler (3 avril 1832 à Chemnitz - 19 novembre 1912 à Zurich) est un mathématicien germano-suisse, connu pour ses manuels de géométrie et ses contributions à la géométrie descriptive,,,.

## Biographie
Fiedler est le fils d'un cordonnier. Il va au Royal Mercantile College de Chemnitz et en 1849 à la Bergakademie Freiberg en tant qu'étudiant externe. En 1852, il devient professeur de mathématiques à la "Werkmeisterschule" de Freiberg et en 1853 à la "Gewerbeschule" de Chemnitz. Il doit s'occuper de sa mère veuve et de ses frères et sœurs, et s'instruit sans fréquenter directement une université. En 1858, il obtient le doctorat en mathématiques à l'Université de Leipzig sous la direction d'August Ferdinand Möbius (Die Zentralprojektion als geometrische Wissenschaft).
Fiedler se fait connaître en éditant la traduction des manuels de géométrie analytique, projective et algébrique de George Salmon (au XIXe siècle connu en Allemagne sous le nom de "Salmon-Fiedler"). Il est un ami de Salmon et étudie ses travaux théologiques après sa retraite.
En 1864, il devient professeur de géométrie descriptive à l'Université technique de Prague et en 1867 professeur à l'École polytechnique fédérale de Zurich (par la médiation de Karl Culmann). En 1907, il prend sa retraite. Il a comme élèves Marcel Grossmann et Emil Weyr et Hendrik de Vries est son assistant.
Il est membre de la Leopoldina (1889) et de l'Académie bavaroise des sciences et des sciences humaines (1906). Il obtient en 1884 le prix Steiner de l'Académie royale des sciences de Prusse et en 1907 le diplôme honorifique de l'Université technique de Vienne lui est décerné.
En 1860, il épouse Line Elise née Springer. En 1875, il est naturalisé à Zurich. Son fils Ernst Fiedler (1861–1954) est professeur de mathématiques et recteur de la "Oberrealschule" (aujourd'hui Kantonsschule Rämibühl) à Zurich. Son fils Karl (1863–1894) est Privatdozent pour la zoologie à Zurich.

## Ouvrages
- avec George Salmon : Analytische Geometrie der Kegelschnitte mit besonderer Berücksichtigung der neueren Methoden, Teubner 1860, 2. Auflage 1866 ( Scan ), 5. Auflage in 2 Teilen 1887/88 ( Tl. 1, Tl. 2 ), 7. Auflage 1907
- Die Elemente der neueren Geometrie und die Algebra der binären Formen: Ein Beitrag zur Einführung in die Algebra der linearen Transformationen, Teubner 1862 ( Scan )
- avec George Salmon : Vorlesungen zur Einführung in die Algebra der linearen Transformationen, Teubner 1863, 3. Auflage 1878
- avec George Salmon : Analytische Geometrie des Raumes, 2 Bände, Teubner 1863, 1865, 4. Auflage, 1898
  - Bande 1 : Die Elemente der analytischen Geometrie des Raumes und die Theorie der Flächen zweiten Grades
  - Bande 2 : Analytische Geometrie der Curven im Raume und der algebraischen Flächen
- Die darstellende Geometrie in organischer Verbindung mit der Geometrie der Lage, Teubner 1871, 3. Auflage in drei Bänden 1883–1888
  - Band 1: Die Methoden der darstellenden und die Elemente der projectivischen Geometrie: für Vorlesungen und zum Selbststudium
  - Band 2: Die darstellende Geometrie der krummen Linien und Flächen
  - Band 3: Die constituirende und analytische Geometrie der Lage
- avec George Salmon : Analytische Geometrie der höheren ebenen Kurven, Teubner 1873, 2. Auflage 1882
- Cyklographie oder Construction der Aufgaben über Kreise und Kugeln und elementare Geometrie der Kreis- und Kugelsysteme, Teubner 1882 ( Scan )
- Meine Mitarbeit an der Reform der darstellenden Geometrie in neuerer Zeit. Dans : Jahresbericht der Deutschen Mathematiker-Vereinigung . bd. 14 (1905), S. 493–503 ( numérisation ).